# 線路 (鉄道)

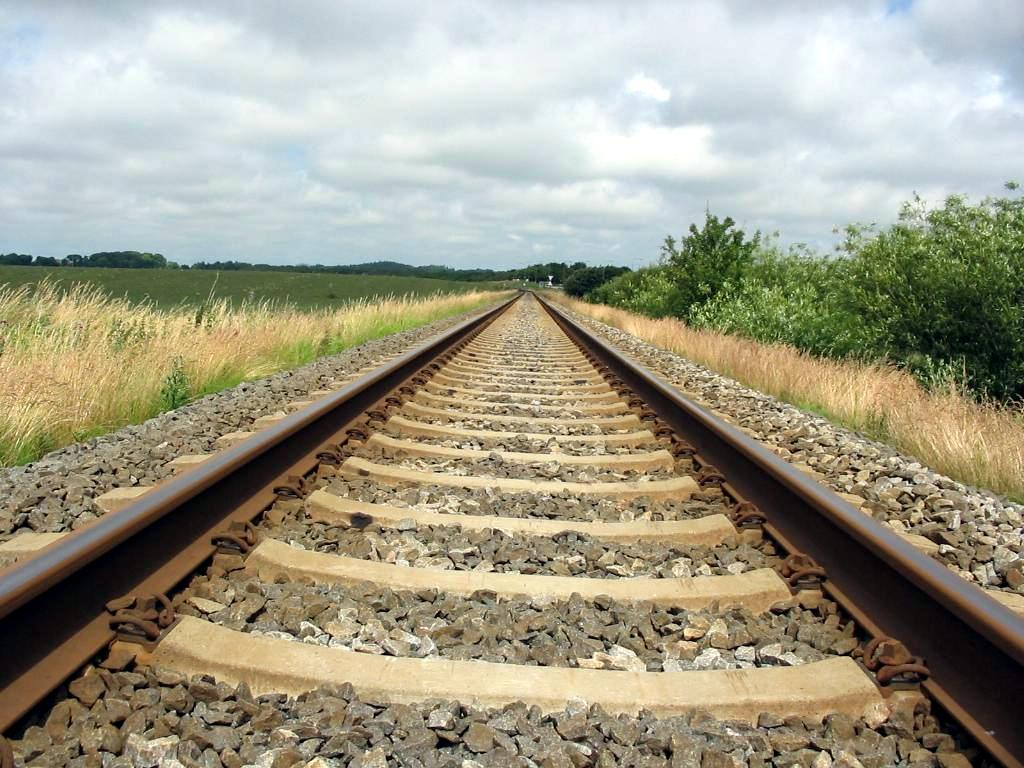
普通鉄道の線路

鉄道における線路とは、狭義には鉄道車両が走行するレール、その下の枕木、道床、その下の路盤（Road－Bed）を指す。これらに直接の関わりがある橋などの建造物や保安装置も含まれる。
広義の線路は、鉄道用地内のトンネル、法面（切り取りや築堤の傾斜面）、信号機、架線の電柱などを含む総称で用いられる。

## 概要

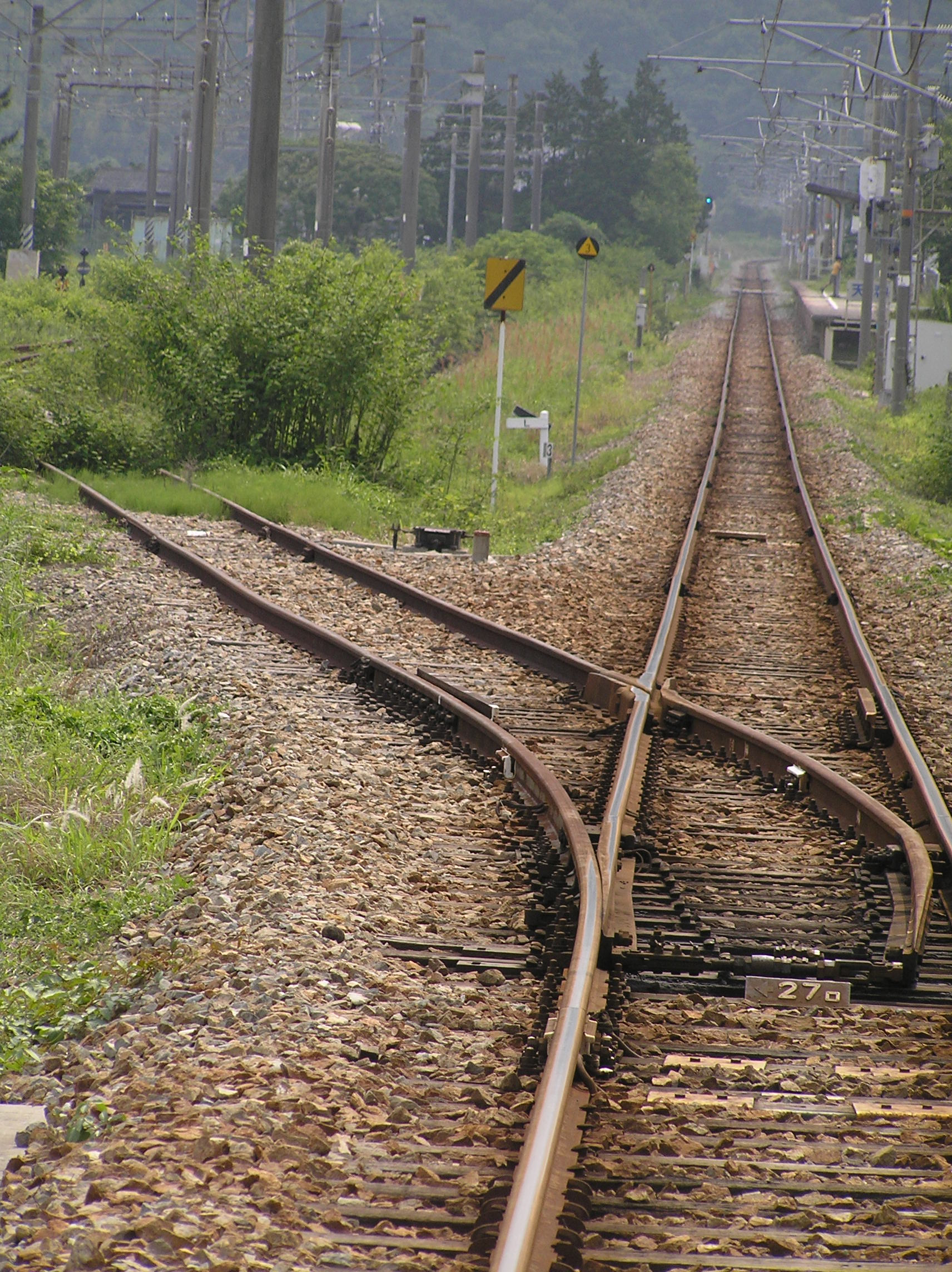
引込み線線路

日本における鉄道の線路（鉄道線路ともいう）の定義は、日本産業規格（JIS）によれば、レール・枕木・道床などが含まれる軌道、および盛り土や切り取りなどを施して道床を支える路盤、橋梁などの構造物を含めたものを指すものとされている。JR系の運転取扱心得ではさらに電化された鉄道における電力を供給するための架線などの設備である電車線路も含むものとされる。また一般にはもっと広く、鉄道車両が走行するために必要な設備を含めたものを指し、トンネル、信号や標識などの保安設備や各種の通信設備、停車場である駅などの設備なども含意される。また、線路の道床を支える路盤の表面を施工基面というが、上で述べた軌道はこの施工基面の上に設けられるものである。

## 種類
普通鉄道では、車両を誘導するガイドとして2本のレールを平行に固定して設置する。特殊なものとしては、1本のレールを使用するモノレールや、特殊な誘導用レールをもつ案内軌条式鉄道、空中に渡したワイヤーロープを使用するロープウェイ（索道）、急勾配を登坂するため歯型の第3のレールを設置したラック式鉄道などがある。

## 軌間
2本のレールの間隔を軌間（ゲージ:gauge）という。軌間には、標準軌、狭軌、広軌などがあり、日本の鉄道では、JRグループの路線のうち新幹線と、ミニ新幹線などの新幹線車両が走行する一部の在来線、および一部の私鉄で標準軌を採用している。それ以外の在来線・私鉄では狭軌を採用している。

## 鉄道線路にまつわる犯罪
鉄道線路に侵入し列車を妨害した場合、日本では刑法第11章第124条から129条に定める往来妨害罪や刑法第35章第233条から第234条に定める業務妨害罪、鉄道営業法によって処罰されるが、「侵入」（近道をするためや、踏切や道路がなく線路を辿らないと目的地に到達できないので線路上を歩いた、踏切以外の場所を横切った等）した時点で罪が成立するのか、「列車妨害」に及んだ（当該列車を運行不能にし、ダイヤを乱す）時点で罪が成立するのかは曖昧で、逮捕か厳重注意かの判断は、現状では当該区間の線路を管轄する駅の駅長又は助役に委ねられ、警察によって処分が下されている。ただし新幹線鉄道については、新幹線鉄道における列車運行の安全を妨げる行為の処罰に関する特例法（新幹線特例法）第3条により「みだりに立ち入った」時点で罪が成立する。